# Lijst van IOC-bijeenkomsten

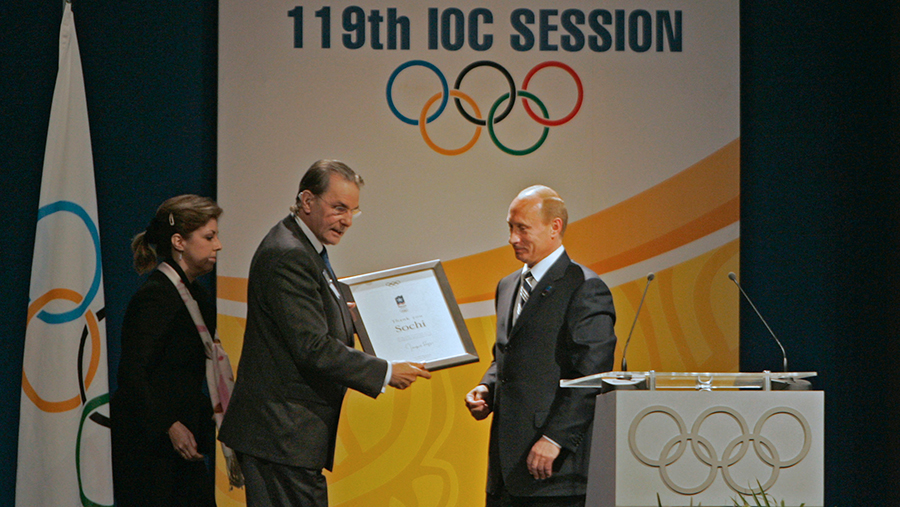
Jacques Rogge en Vladimir Poetin tijdens de 119e IOC-sessie in Guatemala

Dit is een lijst van bijeenkomsten van het Internationaal Olympisch Comité. Deze sessies, die over het algemeen eenmaal per jaar plaatsvinden, zijn onder andere bedoeld om een stad een editie van de Olympische Winter- of Zomerspelen toe te kennen, te beslissen welke sporten deel uitmaken van de Olympische Spelen en de voorzitter van het IOC te kiezen. De IOC-sessies moeten niet worden verward met de Olympische congressen die tot doel hebben de evolutie van de wereldsportbeweging te volgen.

## IOC-sessies
De bijeenkomsten in het roze zijn bijeenkomsten tijdens de Olympische Spelen, die in het blauw zijn een Olympisch Congres. Gele bijeenkomsten zijn nog te houden edities.
| Editie | Gastland en -stad                         | Jaar | Activiteiten |
| ------ | ----------------------------------------- | ---- | --- |
| 1e     | Parijs, Frankrijk                         | 1894 | Athene gekozen als organisator van de Olympische Zomerspelen 1896. Parijs gekozen als organisator van de Olympische Zomerspelen 1900.                                                                                                 |
| 2e     | Athene, Griekenland                       | 1896 | |
| 3e     | Le Havre, Frankrijk                       | 1897 | |
| 4e     | Parijs, Frankrijk                         | 1901 | St.Louis gekozen als organisator van de Olympische Zomerspelen 1904. |
| 5e     | Parijs, Frankrijk                         | 1902 | |
| 6e     | Parijs, Frankrijk                         | 1903 | |
| 7e     | Londen, Verenigd Koninkrijk               | 1904 | Londen gekozen als organisator van de Olympische Zomerspelen 1908. |
| 8e     | Brussel, België                           | 1905 | |
| 9e     | Athene, Griekenland                       | 1906 | |
| 10e    | Den Haag, Nederland                       | 1907 | |
| 11e    | Berlijn, Duitsland                        | 1909 | Stockholm gekozen als organisator van de Olympische Zomerspelen 1912. |
| 12e    | Luxemburg, Luxemburg                      | 1910 | |
| 13e    | Boedapest, Oostenrijk-Hongarije           | 1911 | |
| 14e    | Bazel, Zwitserland                        | 1912 | |
| 15e    | Stockholm, Zweden                         | 1912 | Berlijn gekozen als organisator van de Olympische Zomerspelen 1916. |
| 16e    | Lausanne, Zwitserland                     | 1913 | |
| 17e    | Parijs, Frankrijk                         | 1914 | |
| 18e    | Lausanne, Zwitserland                     | 1919 | Antwerpen gekozen als organisator van de Olympische Zomerspelen 1920. |
| 19e    | Antwerpen, België                         | 1920 | |
| 20e    | Lausanne, Zwitserland                     | 1921 | Chamonix gekozen als organisator van de Olympische Winterspelen 1924. Parijs gekozen als organisator van de Olympische Zomerspelen 1924. Amsterdam gekozen als organisator van de Olympische Zomerspelen 1928.                        |
| 21e    | Parijs, Frankrijk                         | 1922 | |
| 22e    | Rome, Italië                              | 1923 | Los Angeles gekozen als organisator van de Olympische Zomerspelen 1932. |
| 23e    | Parijs, Frankrijk                         | 1924 | |
| 24e    | Praag, Tsjecho-Slowakije                  | 1925 | |
| 25e    | Lissabon, Portugal                        | 1926 | St. Moritz gekozen als organisator van de Olympische Winterspelen 1928. |
| 26e    | Monte Carlo, Monaco                       | 1927 | |
| 27e    | Amsterdam, Nederland                      | 1928 | |
| 28e    | Lausanne, Zwitserland                     | 1929 | Lake Placid gekozen als organisator van de Olympische Winterspelen 1932. |
| 29e    | Berlijn, Duitsland                        | 1930 | |
| 30e    | Barcelona, Spanje                         | 1931 | Berlijn gekozen als organisator van de Olympische Zomerspelen 1936. |
| 31e    | Los Angeles, Verenigde Staten             | 1932 | |
| 32e    | Wenen, Oostenrijk                         | 1933 | Garmisch-Partenkirchen gekozen als organisator van de Olympische Winterspelen 1936. |
| 33e    | Athene, Griekenland                       | 1934 | |
| 34e    | Oslo, Noorwegen                           | 1935 | |
| 35e    | Garmisch-Partenkirchen, Duitsland         | 1936 | |
| 36e    | Berlijn, Duitsland                        | 1936 | Tokio gekozen als organisator van de Olympische Zomerspelen 1940. |
| 37e    | Warschau, Polen                           | 1937 | Sapporo gekozen als organisator van de Olympische Winterspelen 1940. |
| 38e    | Caïro, Egypte                             | 1938 | |
| 39e    | Londen, Verenigd Koninkrijk               | 1939 | Garmisch-Partenkirchen gekozen als organisator van de Olympische Winterspelen 1940. Cortina d'Ampezzo gekozen als organisator van de Olympische Winterspelen 1944. Londen gekozen als organisator van de Olympische Zomerspelen 1944. |
| 40e    | Lausanne, Zwitserland                     | 1946 | St. Moritz gekozen als organisator van de Olympische Winterspelen 1948. Londen gekozen als organisator van de Olympische Zomerspelen 1948.                                                                                            |
| 41e    | Stockholm, Zweden                         | 1947 | Oslo gekozen als organisator van de Olympische Winterspelen 1952. Helsinki gekozen als organisator van de Olympische Zomerspelen 1952.                                                                                                |
| 42e    | St. Moritz, Zwitserland                   | 1948 | |
| 43e    | Londen, Verenigd Koninkrijk               | 1948 | |
| 44e    | Rome, Italië                              | 1949 | Cortina d'Ampezzo gekozen als organisator van de Olympische Winterspelen 1956. Melbourne gekozen als organisator van de Olympische Zomerspelen 1956.                                                                                  |
| 45e    | Kopenhagen, Denemarken                    | 1950 | |
| 46e    | Wenen, Oostenrijk                         | 1951 | |
| 47e    | Oslo, Noorwegen                           | 1952 | |
| 48e    | Helsinki, Finland                         | 1952 | Avery Brundage gekozen als president van het IOC. |
| 49e    | Mexico-Stad, Mexico                       | 1953 | |
| 50e    | Athene, Griekenland                       | 1954 | |
| 51e    | Parijs, Frankrijk                         | 1955 | Squaw Valley gekozen als organisator van de Olympische Winterspelen 1960. Rome gekozen als organisator van de Olympische Zomerspelen 1960.                                                                                            |
| 52e    | Cortina d'Ampezzo, Italië                 | 1956 | |
| 53e    | Melbourne, Australië                      | 1956 | |
| 54e    | Sofia, Bulgarije                          | 1957 | |
| 55e    | Tokio, Japan                              | 1958 | |
| 56e    | München, West-Duitsland                   | 1959 | Innsbruck gekozen als organisator van de Olympische Winterspelen 1964. Tokio gekozen als organisator van de Olympische Zomerspelen 1964.                                                                                              |
| 57th   | San Francisco, Verenigde Staten           | 1960 | |
| 58e    | Rome, Italië                              | 1960 | |
| 59e    | Athene, Griekenland                       | 1961 | |
| 60e    | Moskou, Sovjet-Unie                       | 1962 | |
| 61e    | Baden-Baden, West-Duitsland               | 1963 | Mexico-Stad gekozen als organisator van de Olympische Zomerspelen 1968. |
| 62e    | Innsbruck, Oostenrijk                     | 1964 | Grenoble gekozen als organisator van de Olympische Winterspelen 1968. |
| 63e    | Tokio, Japan                              | 1964 | |
| 64e    | Madrid, Spanje                            | 1965 | |
| 65e    | Rome, Italië                              | 1966 | Sapporo gekozen als organisator van de Olympische Winterspelen 1972. München gekozen als organisator van de Olympische Zomerspelen 1972.                                                                                              |
| 66th   | Teheran, Iran                             | 1967 | |
| 67e    | Grenoble, Frankrijk                       | 1968 | |
| 68e    | Mexico-Stad, Mexico                       | 1968 | |
| 69e    | Warschau, Polen                           | 1969 | |
| 70e    | Amsterdam, Nederland                      | 1970 | Denver gekozen als organisator van de Olympische Winterspelen 1976. Montreal gekozen als organisator van de Olympische Zomerspelen 1976.                                                                                              |
| 71e    | Luxemburg, Luxemburg                      | 1971 | |
| 72e    | Sapporo, Japan                            | 1972 | |
| 73e    | München, West-Duitsland                   | 1972 | Lord Killanin gekozen als president van het IOC. |
| 74e    | Varna, Bulgarije                          | 1973 | |
| 75e    | Wenen, Oostenrijk                         | 1974 | Lake Placid gekozen als organisator van de Olympische Winterspelen 1980. Moskou gekozen als organisator van de Olympische Zomerspelen 1980.                                                                                           |
| 76e    | Lausanne, Zwitserland                     | 1975 | |
| 77e    | Innsbruck, Oostenrijk                     | 1976 | |
| 78e    | Montreal, Canada                          | 1976 | |
| 79e    | Praag, Tsjecho-Slowakije                  | 1977 | |
| 80e    | Athene, Griekenland                       | 1978 | Sarajevo gekozen als organisator van de Olympische Winterspelen 1984. Los Angeles gekozen als organisator van de Olympische Zomerspelen 1984.                                                                                         |
| 81e    | Montevideo, Uruguay                       | 1979 | |
| 82e    | Lake Placid, Verenigde Staten             | 1980 | |
| 83e    | Moskou, Sovjet-Unie                       | 1980 | Juan Antonio Samaranch gekozen als president van het IOC. |
| 84e    | Baden-Baden, West-Duitsland               | 1981 | Calgary gekozen als Organisator van de Olympische Winterspelen 1988. Seoel gekozen als organisator van de Olympische Zomerspelen 1988.                                                                                                |
| 85e    | Rome, Italië                              | 1982 | |
| 86e    | New Delhi, India                          | 1983 | |
| 87e    | Sarajevo, Joegoslavië                     | 1984 | |
| 88e    | Los Angeles, Verenigde Staten             | 1984 | |
| 89e    | Lausanne, Zwitserland                     | 1984 | |
| 90e    | West-Berlijn, West-Duitsland              | 1985 | |
| 91e    | Lausanne, Zwitserland                     | 1986 | Barcelona gekozen als organisator van de Olympische Zomerspelen 1992. Albertville gekozen als organistor van de Olympische Winterspelen 1992.                                                                                         |
| 92e    | Istanboel, Turkije                        | 1987 | |
| 93e    | Calgary, Canada                           | 1988 | |
| 94e    | Seoel, Zuid-Korea                         | 1988 | Lillehammer gekozen als organisator van de Olympische Winterspelen 1994 |
| 95e    | San Juan, Puerto Rico                     | 1989 | |
| 96e    | Tokio, Japan                              | 1990 | Atlanta gekozen als organisator van de Olympische Zomerspelen 1996. |
| 97e    | Birmingham, Verenigd Koninkrijk           | 1991 | Nagano gekozen als organisator van de Olympische Winterspelen 1998. |
| 98e    | Albertville, Frankrijk                    | 1992 | |
| 99e    | Barcelona, Spanje                         | 1992 | |
| 100e   | Lausanne, Zwitserland                     | 1993 | |
| 101e   | Monte Carlo, Monaco                       | 1993 | Sydney gekozen als organisator van de Olympische Zomerspelen 2000. |
| 102e   | Lillehammer, Noorwegen                    | 1994 | |
| 103e   | Parijs, Frankrijk                         | 1994 | |
| 104e   | Boedapest, Hongarije                      | 1995 | Salt Lake City gekozen als organisator van de Olympische Winterspelen 2002. |
| 105e   | Atlanta, Verenigde Staten                 | 1996 | |
| 106e   | Lausanne, Zwitserland                     | 1997 | Athene gekozen als organisator van de Olympische Zomerspelen 2004. |
| 107e   | Nagano, Japan                             | 1998 | |
| 108e   | Lausanne, Zwitserland                     | 1999 | |
| 109e   | Seoel, Zuid-Korea                         | 1999 | Turijn gekozen als organisator van de Olympische Winterspelen 2006. |
| 110e   | Lausanne, Zwitserland                     | 1999 | |
| 111e   | Sydney, Australië                         | 2000 | |
| 112e   | Moskou, Rusland                           | 2001 | Peking gekozen als organisator van de Olympische Zomerspelen 2008. Jacques Rogge gekozen als president van het IOC. |
| 113e   | Salt Lake City, Verenigde Staten          | 2002 | |
| 114e   | Mexico-Stad, Mexico                       | 2002 | |
| 115e   | Praag, Tsjechië                           | 2003 | Vancouver gekozen als organisator van de Olympische Winterspelen 2010. |
| 116e   | Athene, Griekenland                       | 2004 | |
| 117e   | Singapore, Singapore                      | 2005 | Londen gekozen als organisator van de Olympische Zomerspelen 2012. |
| 118e   | Turijn, Italië                            | 2006 | |
| 119e   | Guatemala Stad, Guatemala                 | 2007 | Sotsji gekozen als organisator van de Olympische Winterspelen 2014 |
| 120e   | Peking, China                             | 2008 | |
| 121e   | Kopenhagen, Denemarken                    | 2009 | Rio de Janeiro gekozen als organisator van de Olympische Zomerspelen 2016 |
| 122e   | Vancouver, Canada                         | 2010 | |
| 123e   | Durban, Zuid-Afrika                       | 2011 | Pyeongchang gekozen als organisator van de Olympische Winterspelen 2018 |
| 124e   | Londen, Verenigd Koninkrijk               | 2012 | |
| 125e   | Buenos Aires, Argentinië                  | 2013 | Tokio gekozen als organisator van de Olympische Zomerspelen 2020 en Thomas Bach gekozen als president van het IOC |
| 126e   | Sotsji, Rusland                           | 2014 | |
| 127e   | Monte Carlo, Monaco                       | 2014 | De Olympic Agenda 2020 wordt aangenomen tijdens een buitengewone IOC Sessie op aanraden van president Thomas Bach |
| 128e   | Kuala Lumpur, Maleisië                    | 2015 | De organisator van de Olympische Winterspelen 2022 wordt gekozen. |
| 129e   | Rio de Janeiro, Brazilië                  | 2016 | |
| 130e   | Lausanne, Zwitserland                     | 2017 | Tijdens een buitengewone IOC sessie besloot het IOC tot een dubbele toewijzing van de spelen van 2024 en 2028 |
| 131e   | Lima, Peru                                | 2017 | De organisatoren van de Olympische Zomerspelen 2024 en de Olympische Zomerspelen 2028 worden gekozen |
| 132e   | Pyeongchang, Zuid-Korea                   | 2018 | |
| 133e   | Buenos Aires, Argentinië                  | 2018 | Dakar gekozen als organisator van de Olympische Jeugdzomerspelen 2022 |
| 134e   | Lausanne, Zwitserland                     | 2019 | Milaan en Cortina d'Ampezzo worden gekozen als organisator van de Olympische Winterspelen 2026 |
| 135e   | Lausanne, Zwitserland                     | 2020 | Gangwon-do gekozen als organisator van de Olympische Jeugdwinterspelen 2024 |
| 136e   | Tokio, Japan                              | 2021 | Brisbane wordt gekozen als organisator van de Olympische Zomerspelen 2032 |
| 137e   | Virtuele sessie                           | 2021 | Thomas Bach herkozen als voorzitter van het IOC. |
| 138e   | Peking, China                             | 2022 | |
| 139e   | Dakar, Senegal                            | 2022 | |
| 140e   | Mumbai, India                             | 2023 | |
| 141e   | Pyeongchang, Zuid-Korea                   | 2024 | |
| 142e   | Parijs, Frankrijk                         | 2024 | |
| 143e   | Athene, Griekenland                       | 2025 | Verkiezing nieuwe voorzitter van het IOC. |
| 144e   | Milaan-Cortina d'Ampezzo, Italië          | 2026 | |
| 145e   |                                           | 2026 | |
| 146e   |                                           | 2027 | |
| 147e   | Los Angeles, Verenigde Staten van Amerika | 2028 | |